# لازلو زابو (متسابق)
لازلو زابو (بالمجرية: László Szabó)‏ هو متسابق دراجات نارية مجري سابق. نافس في سباقات بطولة العالم لفئة 350 سي سي ولفئة 250 سي سي ولفئة 125 سي سي ولفئة 50 سي سي. بدأ المنافسة في بطولة العالم سنة 1961. أفضل موسم له كان موسم سنة 1970 عندما جاء في المركز الخامس في بطولة العالم لفئة 125 سي سي.